# Tebusk
Tebusk (Camellia sinensis) er den plante, man laver grøn, hvid, oolong, pu-erh eller sort te af. Tidligere hed planten Thea bohea eller Thea viridis. Den er en stor busk eller et lille træ med en slank, kuplet vækstform.
Verdens ældste tetræ skal stå på Simao-egnen i Yunnan. Det regnes for 1.700 år gammelt, det er 20 m højt og har en stammetykkelse på 1 m.

## Beskrivelse
Barken er først blank og lysegrøn, men bliver snart brun. Senere bliver den gråbrun og ru. Bladene sidder spredt, og de er elliptiske med groft takket rand. Oversiden er skinnende grøn med forsænkede ribber, mens undersiden er lysegrøn. 
Blomstringen sker i oktober. Blomsterne sidder enligt eller i små grupper ved bladhjørnerne. De er hvide med masser af gule støvdragere. 
Rodnettet er meget fint forgrenet, og planten er afhængig af et samliv med flere mycorrhizasvampe. 
Højde x bredde og årlig tilvækst: 12 x 6 m (20 x 10 cm/år). Disse mål kan fx anvendes, når arten udplantes.

## Hjemsted
Tebusken hører hjemme i den subtropiske og fugtige del af Kina, hvor den vokser i veldrænet, gerne let sur jord. 
Shui-sa-pa ("Vandgran-lunden") er det sted, hvor professor C.T. Hwa fandt en naturlig bevoksning med fuldvoksede, frøbærende træer af vandgran (Metasequoia glyptostroboides) om efteråret i 1947. Stedet ligger i 1.050 m højde, hvor der er en flad dal langs en lille flod ca. 60 km sydøst for Yangtze i Li-chuan distriktet, provinsen Hupeh. Stedet beskrives som en strimmel land langs hovedfloden, ca. 25 km lang og mindre end 1,5 km bred. Stedet har mest jordtyper, der består af forvitret sandsten. Vintrene er ret tørre, mens somrene er fugtige, da hovedparten af regnen falder i perioden juni-august. I dette område findes en meget righoldig flora, og her vokser tebusken i sin vilde form sammen med bl.a. hjertetræ, skæbnetræ, valnød, bjergskovranke, blå ene, blåbælg, druehyld, etagekornel,  fersken, havehortensia, Henrys gedeblad, honningrose,  høstanemone, japanmispel, japansk spiræa, Julianes berberis, kalopanax, kinapære, kinesisk astilbe, kinesisk elefantgræs, kinesisk ildtorn, lakgiftsumak, monoløn, pernykristtorn, Pilebladet dværgmispel, rynkeblad, skyrækker, smuk pieris, småbladet buksbom, sommerfuglebusk, stikkelsbærkiwi, stueazalea, tempeltræ, thunbergkløverbusk, vandgran, vinget benved og ægte kamelia

## Duft
Blomsterne dufter fint, men bladene har – i modsætning til oplysninger i mange beskrivelser – ingen duft.

## Anvendelse
Tebuskens skudspidser og blade bliver høstet og tørret til hvid, grøn, oolong og sort te. Se mere i artiklen om Te.

## Varianter
- Variant: Assam-te(Camellia sinensis var. assamica), som er træagtig med grove blade.
- Variant: Kinesisk te (Camellia sinensis var. sinensis), som er buskagtig med små blade.
- Variant: Cambodja-te (Camellia sinensis var. parvifolia), som er et buskagtigt træ med middelstore blade.

- Teplantage
- Tebusk
- Teblomst

## Note
1. ↑  hua.huh.harvard.edu: Shiu Ying Hu: The Metasequoia Flora and Its Phytogeographic Significance (engelsk)